# Roberto Wagner Chinoca
Roberto Wagner Chinoca ou simplesmente Wagner (São Paulo, 2 de maio de 1950), é um ex-futebolista brasileiro que atuava como zagueiro.

## Carreira
Iniciou sua carreira futebolística no São Caetano, mas foi revelado pelo Corinthians. Era titular do time quando uma lesão no joelho interrompeu sua carreira por um ano e meio. Após saída do Corinthians, o atleta defendeu Comercial, Botafogo-SP e Pinheiros-PR. 
Defendeu também a Seleção Brasileira nos Jogos Olímpicos de Munique, em 1972. Pela Seleção Brasileira, fez onze jogos e não marcou nenhum gol. 
Obteve maior destaque por atuar na Seleção Olímpica do Brasil em 1971 e 1972. Wagner disputou 11 jogos pela Seleção, obtendo 4 vitórias, 4 empates e 3 derrotas.

## Títulos
Seleção Brasileira Sub-23
- Torneio Pré-Olímpico: 1971

## Todos os jogos pela seleção
Todos os jogos de Wagner foram pela Seleção Olímpica do Brasil.
| N.º | Data       | Jogo                            | Competição   | Estádio           | Local      | Obrservações                                                          |
| --- | ---------- | ------------------------------- | ------------ | ----------------- | ---------- | --------------------------------------------------------------------- |
| 1º  | 26/11/1971 | Brasil Sub-23 1–1 Equador       | Pré-olímpico | Pascual Guerrero  | Cali       | O gol do Equador foi marcado por Wagner contra.                       |
| 2º  | 26/11/1971 | Brasil Sub-23 2–1 Bolívia       | Pré-olímpico | Pascual Guerrero  | Cali       | Pela primeria vez o craque Zico veste a camisa da Seleção Brasileira. |
| 3º  | 30/11/1971 | Brasil Sub-23 0–0 Argentina     | Pré-olímpico | Pascual Guerrero  | Cali       |                                                                       |
| 4º  | 05/12/1971 | Brasil Sub-23 1–0 Chile         | Pré-olímpico | Atanasio Girardot | Medellín   |                                                                       |
| 5º  | 07/12/1971 | Brasil Sub-23 1–1 Colômbia      | Pré-olímpico | El Campín         | Bogotá     |                                                                       |
| 6º  | 09/12/1971 | Brasil Sub-23 1–0 Argentina     | Pré-olímpico | El Campín         | Bogotá     | Zico marca o seu primeiro gol com a camisa da Seleção Brasileira.     |
| 7º  | 11/12/1971 | Brasil Sub-23 1–0 Peru          | Pré-olímpico | El Campín         | Bogotá     |                                                                       |
| 8º  | 04/06/1972 | Brasil Sub-23 0–0 Vasco da Gama | Amistoso     | Machadão          | Natal      |                                                                       |
| 9º  | 07/06/1972 | Brasil Sub-23 0–1 Santa Cruz    | Amistoso     | Arruda            | Recife     |                                                                       |
| 10º | 10/06/1972 | Brasil Sub-23 1–2 Brasil¹       | Amistoso     | Uberabão          | Uberaba    |                                                                       |
| 11º | 31/08/1972 | Brasil Sub-23 0–1 Irã           | Olimpiada    | Pascual Guerrero  | Regensburg | Última participação da Seleção naquela olimpíada.                     |

(1) Seleção de futebol principal do Brasil.